# Declaratio de abortu procurato
Declaratio de abortu procurato (Latijn voor Verklaring over abortus provocatus) is een document van doctrinaire aard over abortus provocatus dat door de Congregatie voor de Geloofsleer op 18 november 1974 werd gepubliceerd. Het kwam tot stand tijdens de ambtsperiode van Franjo kardinaal Šeper. De verklaring werd bekrachtigd en bevestigd door paus Paulus VI op 28 juni 1974. 

## Inhoud
1. Inleiding
2. In het licht van het geloof
3. Mede in het licht van de rede
4. Antwoord op enige tegenwerpingen
5. Moraal en recht
6. Conclusie